# Пакистанцы в Австралии
Пакистанцы в Австралии — родившиеся в Австралии люди пакистанского происхождения или иммигрировавшие в Австралию из Пакистана. Большинство пакистанских австралийцев исповедуют ислам, хотя проживает также значительное христианское меньшинство.

## История
Основной поток иммиграции в Австралию из Пакистана пришёлся на 1970-е годы, однако первые пакистанские иммигранты прибыли ещё в начале 1950-х годов. Ранние мусульманские мигранты (известные как «афганцы») прибывали в Австралию в качестве погонщиков верблюдов в конце 1800-х годов из районов, на территории которых расположен современный Пакистан. С тех пор число пакистанских иммигрантов резко возросло, тысячи пакистанцев приезжают в Австралию каждый год. Пакистанские австралийцы, как правило, проживают в крупных городах, являются образованными и квалифицированными людьми. Многие из них приехали из крупных городов Пакистана: Карачи, Лахор, Равалпинди, Исламабад, Пешавар и Хайдарабад. Большинство пакистанцев живущих в Австралии — это люди, имеющие образование и занимающиеся работой по специальности.

## Демография
По данным на 2008 год, в Австралии проживает 17 000 пакистанских австралийцев (это число не включает тех пакистанцев, кто родился в Австралии и второе/третье поколение австралийцев пакистанского происхождения). В Сиднее расположена одна из крупнейших пакистанских диаспор в Океании. В городе много магазинов принадлежащих пакистанцам, торгующих одеждой и продуктами питания. В 2007 году в стране было около 5 000 пакистанских студентов. В Австралии действует специальная стипендиальная программа для облегчения получения последипломного образования пакистанцев в Австралии.